# Arbetarnas bildningsförbund (Finland)
Arbetarnas bildningsförbund, förkortat ABF (finska: Työväen sivistysliitto, TSL) är en socialdemokratisk folkbildningsorganisation i Finland. Organisationen grundades 1919 och har sitt säte i Helsingfors. 
Arbetarnas bildningsförbund grundades på initiativ av Väinö Voionmaa med uppgift att sprida social upplysning bland arbetarbefolkningen och tillfredsställa dess kulturella behov. ABF var arbetarrörelsens enda bildningsorganisation fram till 1950- och 1960-talen, då Demokratiska förbundet för Finlands folk (DFFF) bröt sig ut. Det är tvåspråkigt och har svenskspråkig kursverksamhet. 
ABF upprätthåller landets största studiecentral, som bedriver studiecirkel-, kurs- och föreläsningsverksamhet i samarbete med 35 medlemsorganisationer, med Finlands socialdemokratiska parti och Finlands Fackförbunds Centralorganisation (FFC) i spetsen, samt tjänstgör som läromedelsförläggare.